# بركة بيت حسدا
يُشار إلى بركة بيت حسدا في إنجيل يوحنا في العهد الجديد المسيحي، ( يوحنا 5: 2 ) في رواية يسوع وهو يشفي رجلًا مشلولًا عند بركة ماء في القدس، توصف بأنها بالقرب من بوابة الضأن ومحاطة بخمسة أروقة. ويرتبط الآن بموقع بركة في الحي الإسلامي الحالي بالمدينة، بالقرب من البوابة التي تسمى الآن بوابة الأسباط وكنيسة القديسة حنة ، والتي جرى التنقيب عنها في أواخر القرن التاسع عشر.